# Armando Chacón
Armando Chacón Salazar (San Salvador; 9 de mayo de 1941) es un exfutbolista salvadoreño que jugaba como centrocampista.

## Selección nacional
Estuvo con la selección de El Salvador en los Campeonatos de Naciones de la Concacaf de 1963 y 1965, logrando un subcampeonato.

### Participaciones en Campeonatos Concacaf
| Copa                                          | Sede        | Resultado    | Part. | Goles |
| --------------------------------------------- | ----------- | ------------ | ----- | ----- |
| Campeonato de Naciones de la Concacaf de 1963 | El Salvador | Subcampeón   | 7     | 1     |
| Campeonato de Naciones de la Concacaf de 1965 | Guatemala   | Cuarto lugar | 5     | 0     |

## Clubes
| Club           | País        | Año       |
| -------------- | ----------- | --------- |
| Once Municipal | El Salvador | 1959-1960 |
| Renacimiento   | El Salvador | 1960-1961 |
| Atlético Marte | El Salvador | 1961-1963 |
| FAS            | El Salvador | 1963-1965 |
| Alianza        | El Salvador | 1966      |